# Desierto Negro
El Desierto Negro (en árabe: الصحراء السوداء‎   , aṣ-Ṣaḥrāʾ as-sawdāʾ ) es una región de montículos en forma de volcán y muy espaciados, distribuidos a lo largo de unos 30 km en el oeste de Egipto entre la depresión de Farafra en el sur y el oasis de Bahariya en el norte. La mayoría de sus montículos están coronados por umbrales de basalto, lo que les confiere el característico color negro.

## Geología
Los montículos del Desierto Negro, hasta 100 m de altura, varían en tamaño, composición, altura y forma, ya que algunos son oscuros y consisten en cuarcita de hierro, mientras que otras son más rojizas ya que las rocas de su superficie consisten en arenisca de hierro. En las afueras del Desierto Negro hay colinas volcánicas que demuestran la erupción de la dolerita volcánica oscura, que se remonta al período Jurásico, hace 180 millones de años.

## Paleobiología
Se han encontrado restos de arbustos y bosques fosilizados en el Desierto Negro., .

## Declaración de Reserva Natural
Tras el descubrimiento de un gran esqueleto de dinosaurio en sus fronteras, el Desierto Negro fue declarado reserva natural en 2010.